# Хартвиг, Курт
Курт Хартвиг (нем. Kurt Hartwig; 21 января 1887, Ханау, Германия — 16 октября 1972, Вайнхайм, Германия) — немецкий морской офицер, командир подводной лодки в Первой мировой войне.
Хартвиг был последним морским офицером, удостоенным ордена «Pour le Mérite», который получил за уничтожение 48 кораблей и судов тоннажем более 163 000 тонн и повреждение ещё шести судов тоннажем 28 000 тонн.

### Начало карьеры
Хартвиг вступил в военно-морской флот 1 апреля 1905 года курсантом. Завершив базовую подготовку на учебном корабле «Шарлотте», поступил в военно-морское училище. После успешного выпуска получил назначение на линейный корабль «Лотарингия». 28 сентября 1908 года произведён в лейтенанты-цур-зее. Затем последовательно проходил службу в Первой морской дивизии в Киле, в Первой торпедной дивизии, в Третьей торпедной флотилии, где 5 сентября 1911 года был произведён в звание обер-лейтенант-цур-зее.
1 октября 1913 года был переведён вахтенным и торпедным офицером на лёгкий крейсер «Дрезден», на котором отправился 13 декабря 1913 года на восточно-американскую станцию.

### Первая мировая война
С началом Первой мировой войны «Дрезден» объединился при острове Пасхи с восточно-азиатской эскадрой и принял участие в морском сражении при Коронеле. «Дрезден» был единственным немецким кораблём, уцелевшим после сражения при Фолклендских островах. Обнаруженный британскими крейсерами, «Дрезден» был затоплен у острова Робинзона Крузо, а команда крейсера интернирована в Чили.
Хартвигу и другим офицерам удалось пробраться из Южной Америки в Германию, куда он прибыл 11 июля 1915 года. Уже 16 июля 1915 года он начал обучение в школе подводников, также был командиром дивизионного катера «D-5» и подводной лодки «U-16». 24 апреля 1916 года Хартвиг был произведён в капитан-лейтенанты и в июне 1916 года принял под своё командование подводную лодку «U-32», на которой вёл боевые действия в Средиземном море. 9 января 1917 года возле Мальты ему удалось потопить двумя торпедами британский броненосец «Корнуоллис». После шести походов Хартвиг 24 декабря 1917 года принял командование подводной лодкой «U-63», на которой выполнил еще четыре похода в Средиземном море.

### Мирное время
После войны Хартвиг вернулся в Германию. 16 августа 1920 года уволился с военной службы. Хартвиг возвратился к военной службе во флоте 22 марта 1939 года, но оставался без активного применения. 27 августа 1939 года, в День Танненберга, Хартвигу было присвоено звание корветтен-капитана.

## Награды
- Железный крест (1914) II. и I. класса[1]
- Нагрудный знак подводника (1918)[1]
- Рыцарский крест королевского дома Гогенцоллернов с мечами[1]
- Pour le Mérite 3 октября 1918